# Фингерпикинг
Фингерпикинг (може да се назове и Tамбпикинг (енг. tumbpicking)) je стил свирања и музички жанр којим се палцем свира бас линија, а кажипрстом и средњим прстом (понекад и домалим прстом)  соло и ритам. Може се назвати и Фингерстајл (енг. fingerstile) јер се тон производи „чупањем“ жица директно врховима прстију, ноктима или квачицама причвршћеним за прсте. Најчешће се користи за свирање одређeне врсте фолк, кантри – џез (енг. country-jazz) и / или блуз (енг. blues) музике.

## Историјат
Сматра се да је Силвестер Вивер из Кентакија музичар који је 1924. снимио први блуз албум користећи основне елементе Фингерпикинга.

## Техника свирања
Фингерстајл указује на практичну употребу свих прстију десне руке независно, на начин којим они могу изводити више делова музичког аранжмана који би нормално били одсвирани од стране више музичара. Дубоке ноте баса, акорди, мелодија и ритам могу бити одсвирани истовремено овом техником.
Технике свирања су различите:
- Може се свирати само прстима;

- Може се између палца и кажипрста поставити трзалица и свира се комбинацијом окидања жица трзалицом и свирањем са преостала три прста;

- Могу се користити „вештачки нокти“ - квачице, израђени од пластике, најлона, дрвета или неког савитљивог материјала који се стављају на палац и/или кажипрст и/или средњи прст.Tоми Емануел

## Предности и мане
- Музичар не мора да користи трзалицу, али нокти морају бити одржавани, праве дужине и у добром стању.
- Могуће је свирати више тонова истовремено, чак и оних који су удаљени међусобно неколико октава.[1]
- Могуће је раздвојити музичке линије тако да један музичар може свирати истовремено бас и соло линију.
- Могуће је свирати брз тремоло (брзо понављање ноте).
- Мања је потреба за пригушивањем жица јер се окида само жељена жица.

## Врсте техника и употреба (музички правци и стилови, најчувенији представници)
У свирању класичне и фламенко гитаре употребљавају се пластичне жице. Најчувенији представници су: Андрес Сеговија, Пако де Лусија, Сабикас...
Босса нова, стил у којем се, такође, користе пластичне жице и свира се првенствено прстима . Представник Жоао Жилберто.
На класичним гитарама са металним жицама користи се у разним музичким правцима, као што су:
- Кантри блуз
- Кантри музика
- Регтајм гитар
- Картер фемили пикинг
- Тревис пикинг[1]
- Американ примитив гитар

И у другим стиловима:
- Фолк барок
- Њу ејџ
- Фанки
- Африкан фингерстајл
- Слајд гитар

На електричној гитари користи се у стиловима Фингер џез гитар и Електрик блуз рок